# Jonestown (Missisipi)
Jonestown – miasto w Stanach Zjednoczonych, w stanie Missisipi, w hrabstwie Coahoma.